# 郭铁
郭铁（1927年8月—2020年12月28日），原名郭胜钤，男，汉族，黑龙江逊克人，中国兽医外科学家，曾任北京农业大学教授、博士生导师。